# Ligonipes flavipes
Ligonipes flavipes är en spindelart som beskrevs av William Joseph Rainbow 1920. Ligonipes flavipes ingår i släktet Ligonipes och familjen hoppspindlar. Inga underarter finns listade i Catalogue of Life.